# Партизанское садоводство
Партизанское садоводство (также известно как партизанское озеленение) — озеленение заброшенных или общественных объектов и территорий людьми, у которых нет права собственности на данные участки. Обычно предусматривает неординарный подход к озеленению с целью привлечь с помощью растений внимание к проблемам инфраструктуры и экологии города.
Некоторые партизанские садоводы работают ночью, сажая семена и саженцы анонимно. Другие могут делать это открыто, не скрываясь от общественности, а иногда и с целью быть замеченным, чтобы показать людям, что они вправе менять облик города.

## Методы и техника
Один из методов партизанского озеленения — сидбомбинг, предусматривающий забрасывание на труднодоступные участки «семенных бомб» (шары из семян растений, гумуса и глины).
Партизанские садоводы также без разрешения устанавливают в парках скамейки, отпиливают опасно выступающую арматуру и устанавливают ящики для сбора предложений местных жителей.
Одно из направлений партизанского садоводства — огородничество. Партизанские огородники обосновываются на неиспользуемых территориях с целью установки мобильных огородов (англ.). В случае возврата земли собственнику — огородники легко переезжают.
Этот вид гражданской инициативы зародился в США в 1970-х годах. За это время активность зелёных партизан была документально зафиксирована как минимум в 30 странах.

## Партизанское садоводство в мире

### Россия
Первыми в России освоили партизанское озеленение жители Санкт-Петербурга, которые в 2007 году в рамках борьбы с уплотнительной застройкой создали Сад Владимира Путина № 1. Застройщик уже поставил синий забор вокруг двух детских площадок для строительства высотки во дворе жилого дома. Жители выступили против и организовали целую серию субботников. Местный житель, садовник Владимир Верховых организовал доставку саженцев, спланировал ландшафт будущего сада и организовал кампанию в СМИ. У строителей и чиновников не хватило решимости уничтожить зелёную зону, связанную с именем президента. Зелёной зоне придали официальный статус: сад Владимира Путина № 1 включен в перечень зеленых зон, защищенных Законом Санкт-Петербурга о защите зеленых насаждений.
В апреле 2015 года жители Санкт-Петербурга заложили вторую партизанскую зелёную зону против уплотнительной застройки: Севастопольский сквер — посвящённый присоединению Севастополя к России.
В России движение Партизанское садоводство выделилось весной 2012 года. Активисты занимаются озеленением пустырей, заброшенных объектов и зелёным стрит-артом. Учат людей озеленять свои дворы, делая из них сад, объединяют людей уже занимающихся озеленением, разбрасывают и раздают семенные бомбы.

### Польша
Неформальная группа «Miejska Partyzantka Ogrodnicza» ("Городское Садоводческое Партизанство), основанная Витольдом Шведковским, действует в Польше с 2005 года. В 2010 году они запустили «Убежище для нежелательных растений». В 2017 году они учредили «Всемирный день посадки тыквы в общественных местах» (16 мая), а с 2020 года — кампанию «Национальная приостановка газонокосилок» — кампания по сокращению частоты стрижки в городе.

### Финляндия
Зарегистрированная ассоциация Villi Vyöhyke — это финская природоохранная организация, основанная в Тампере в 2013 году. Основатели ассоциации начали высаживать луговые растения на дорожных насыпях и в городских пустырях. Урбанизация и структурные изменения в сельском хозяйстве сделали многие луговые растения в Финляндии под угрозой исчезновения в течение XX и XXI веков. По словам участников, посадка дикорастущих растений на территории города находится в «серой зоне» согласно финскому законодательству. Город Тампере положительно отреагировал на работу ассоциации. Villi Vyöhyke создал более 50 партизанских лугов в городе Тампере. Ассоциация работает в основном в регион Пирканмаа.

### Дания
«Have på en nat» («Ночной сад»). Организовано датской Økologiske Igangsættere («Органические закуски»). Пустой участок в центре города Гульдбергсгаде (Дания) за ночь превратился в сад благодаря почти 1000 человек, принявших участие в акции.